# Money (Michael Jackson)
Money is een nummer van de Amerikaanse zanger Michael Jackson. Het nummer is door Michael Jackson geschreven en verscheen in 1995 op zijn album HIStory: Past, Present and Future, Book I. Sony, Michael Jacksons platenlabel, wilde het nummer oorspronkelijk als single uitgeven. Michael wilde echter liever dat 'They Don't Care About Us' de single zou worden. Uiteindelijk gaf Sony toe.

## Officiële versies
- Money (Album Version) (4:41)
- Money (Original Uncensored Version) (5:00)
- Money (Fire Island Radio Edit) (4:22)
- Money (Fire Island Radio Edit #2) (4:19)

De originele albumversie van Money stond in 1994 op een acetate van Michael Jacksons album History. Deze versie in niet gecensureerd en bevat Michael die enkele malen 'murder' zegt. De versie werd echt ingekort voor het definitieve album.
De 'Fire island Radio Edit' stond in 1997 op het album Blood on the Dance Floor: HIStory in the Mix, een remixalbum van Michael Jackson. De 'Fire Island Radio Edit #2' komt van het album 'The Greatest Dance Album In The World', een sampler van Sony Music. Deze versie bevat een gesproken intro door een DJ.